# Bahnhof Weiden (Oberpfalz)

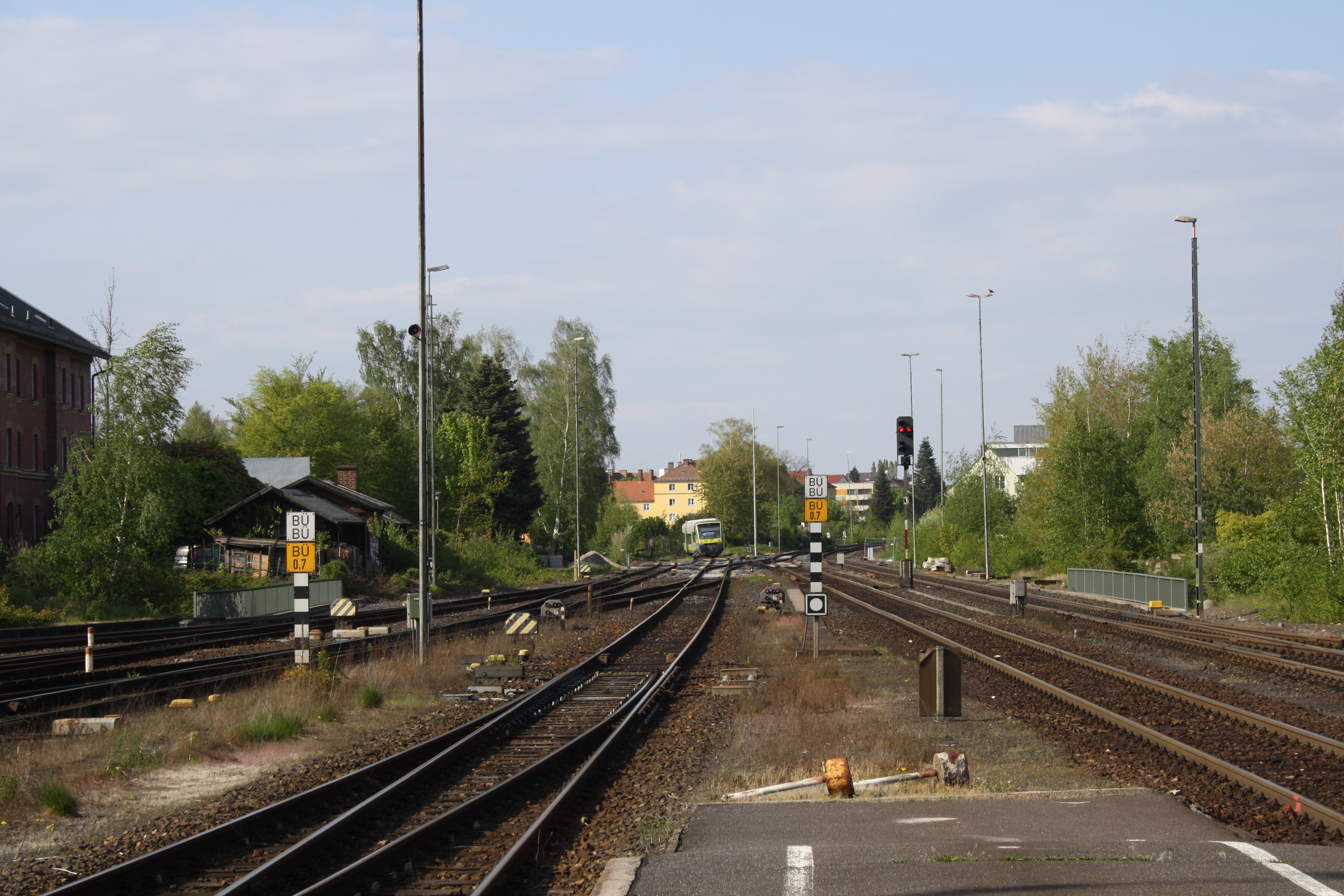
Nordkopf mit ausfahrendem Triebwagen in Richtung Bayreuth

Der Bahnhof Weiden (Oberpfalz), abgekürzt Weiden (Oberpf), ist der einzige Bahnhof in der Stadt Weiden in der Oberpfalz. Er ist ein Eisenbahnknoten für Züge im Personennahverkehr. Mit ungefähr 4000 täglichen Ein- und Aussteigern und rund 145 Zugfahrten pro Tag ist er der meistfrequentierte Bahnhof in der Nordoberpfalz und einer der verkehrsreichsten Bahnhöfe der Oberpfalz.
Die Actiengesellschaft der bayerischen Ostbahnen eröffneten den Bahnhof im Jahr 1863 zusammen mit der Bahnstrecke von Regensburg und schlossen bis 1864 die Strecken nach Bayreuth und nach Wiesau daran an. Die Strecke von Neukirchen war 1875 die letzte, die Weiden erreichte.

## Lage
Der Bahnhof liegt südwestlich der Altstadt von Weiden in der Oberpfalz an der Bahnhofstraße auf 397 m ü. NHN.
Er ist etwas vom Zentrum der Stadt entfernt, liegt jedoch noch in der Stadt.

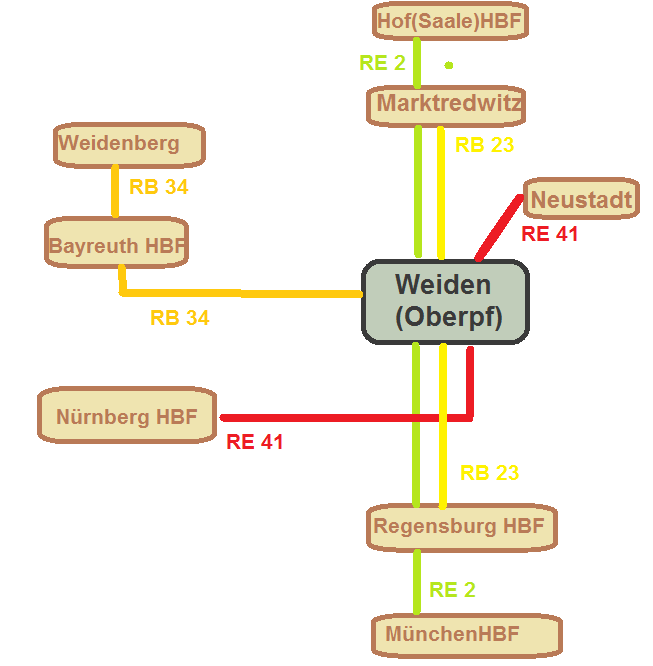
Lage Im Personenverkehrsnetz

## Geschichte

### Vorgeschichte
Am 6. Oktober 1856 schrieb der Magistrat einen Brief an den König, in welchen er ihm bat die Eisenbahn in die Nordoberpfalz zu bringen. Er forderte den Bau einer Eisenbahnstrecke, welche Böhmen mit der Oberpfalz verbindet und über Weiden laufen sollte.
1856 wurde ein Plan aufgeworfen eine Eisenbahnstrecke von Amberg nach Bayreuth sowie von Amberg über Schwarzenfeld und Waidhaus nach Pilsen zu bauen.
Im Dezember 1860 entschied sich der bayrische Landtag für den Bau einer Eisenbahnstrecke von Schwandorf über Weiden nach Bayreuth. Diese war nur durch viele Bitten der Stadt Weiden und die Unterstützung des Ministers Gustav von Schlör möglich.
Der königliche Landrichter schrieb am 10. März 1861 an die Stadt Weiden, dass ein Bau des Bahnhofs nur außerhalb der Stadt an der Regensburger Straße möglich ist. Er erklärte das bei einem Bahnhof in der Stadt kein großer Verkehr zu erwarten ist, da dorthin bereits aus allen Teilen der Stadt Wege hinführen. Dieser Brief regte eine heftige Diskussion in der Bevölkerung an, ob der Bahnhof nun in der Scheibe oder außerhalb der Stadt gebaut werden sollte.
Schließlich nahm die Direktion der bayrische Ostbahn auf das Thema Bezug. Sie erklärte, dass es für den Bau der Bahnstrecke Schwandorf-Weiden-Bayreuth nicht möglich ist einen Bahnhof in West-Ost-Ausrichtung zu bauen, da die Strecke von Süden nach Norden verläuft. Am 26. September 1861 erklärte auch Gustav von Schlör der Stadt, dass ein Bahnhof in der Scheibe nicht möglich ist, weil hierfür ein Kopfbahnhof errichtet werden müsste.
Am 26. März 1862 machte der Weidner Magistrat den Vorschlag, den Bahnhof bei der Rehmühle zu errichten. Ein Monat später wurde der Vorschlag von der Regierung jedoch zurückgewiesen.
Bei Baubeginn wehrte sich einige Bürger zuerst ihren Grund herzugeben. Im Herbst des Jahres 1862 begann der Gleisbau an der Bahnstrecke.

### Entstehung des Weidener Bahnhofes

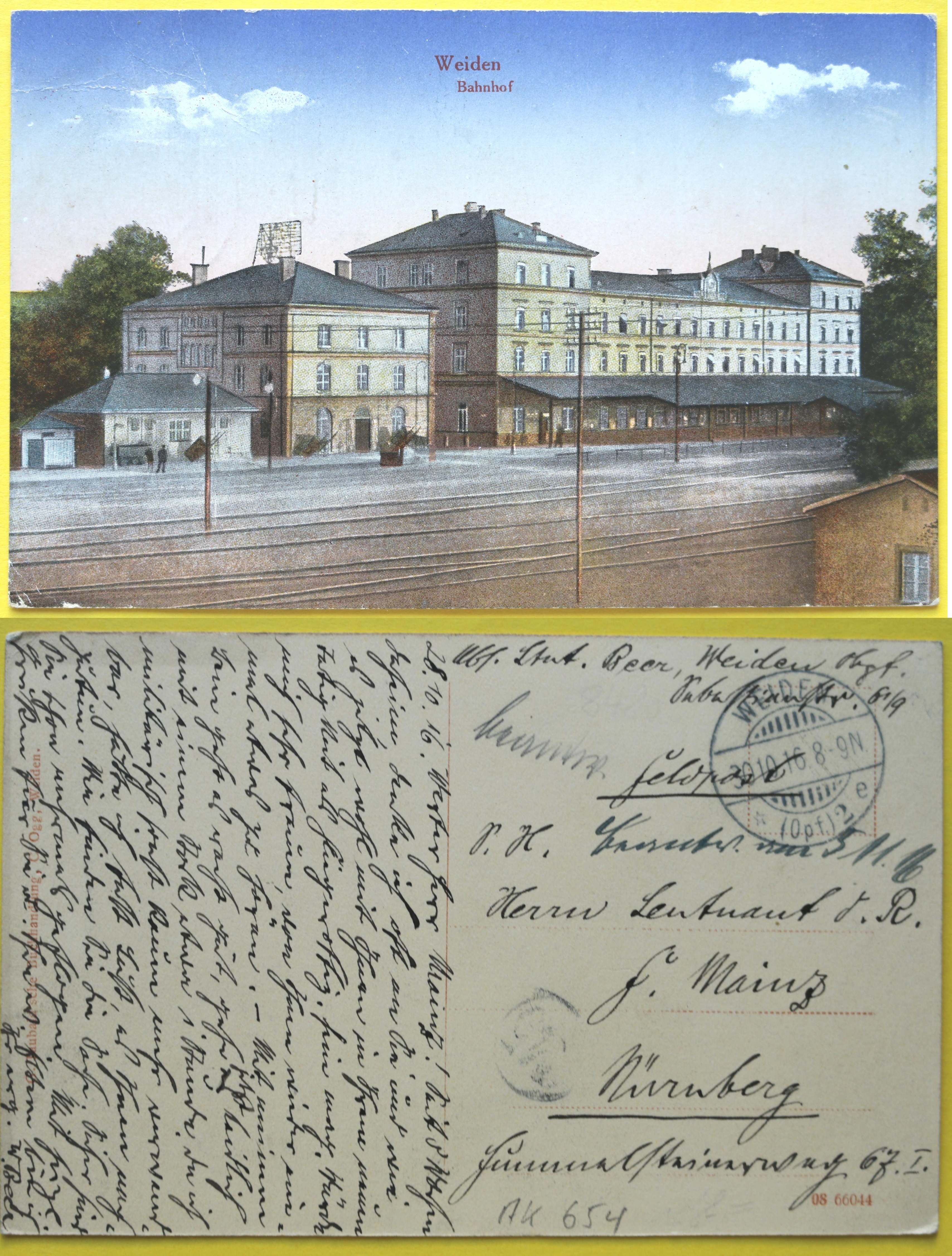
Ansichtskarte 1918

Am 1. Oktober 1863 fuhr der erste Personenzug in Weiden ein und zwei Monate später erreichte er auch Bayreuth. Am 15. August 1864 wurde die Strecke bis Mitterteich, am 1. Oktober 1865 bis Eger weitergeführt, worauf auch der Anschluss nach Oberkotzau über Asch folgte. Das nächste Problem war der Streckenbau von Weiden nach Nürnberg und Amberg über Vilseck und Neunkirchen bei Sulzbach, doch erst zehn Jahre später wurde diese Strecke errichtet, obwohl sie Gustav von Schlör schon Anfang der 1860er Jahre gefordert hatte. Inzwischen wurde in der Nordoberpfalz 1872 die Strecke Wiesau–Tirschenreuth in Betrieb genommen, während die Verbindung mit Vohenstrauß erst 1896 anlief und 1900 bis Eslarn fortgesetzt wurde. Zur Weiterführung von Waidhaus nach Pilsen kam es nicht mehr, obwohl dies schon 1871 zur Erörterung Stand. Zu den letzten Entschließungen zählten die Strecke von Pressath nach Kirchenthumbach und von Reuth nach Erbendorf. Alle der damals gebauten Stichstrecken sind heute stillgelegt.

## Gebäude
Das Empfangsgebäude besteht bereits seit der Eröffnung der ersten Bahnstrecke, wurde jedoch vergrößert. In ihm befinden sich Einkaufsmöglichkeiten wie eine Buchhandlung und eine Bäckerei sowie ein DB-Reisezentrum und eine Bahnpolizei–Station.
Der Zugang zu den Bahnsteigen 2 bis 5 ist nicht barrierefrei ausgebaut.

## Bahnhofsvorplatz (Grünwald-Dietl-Platz)

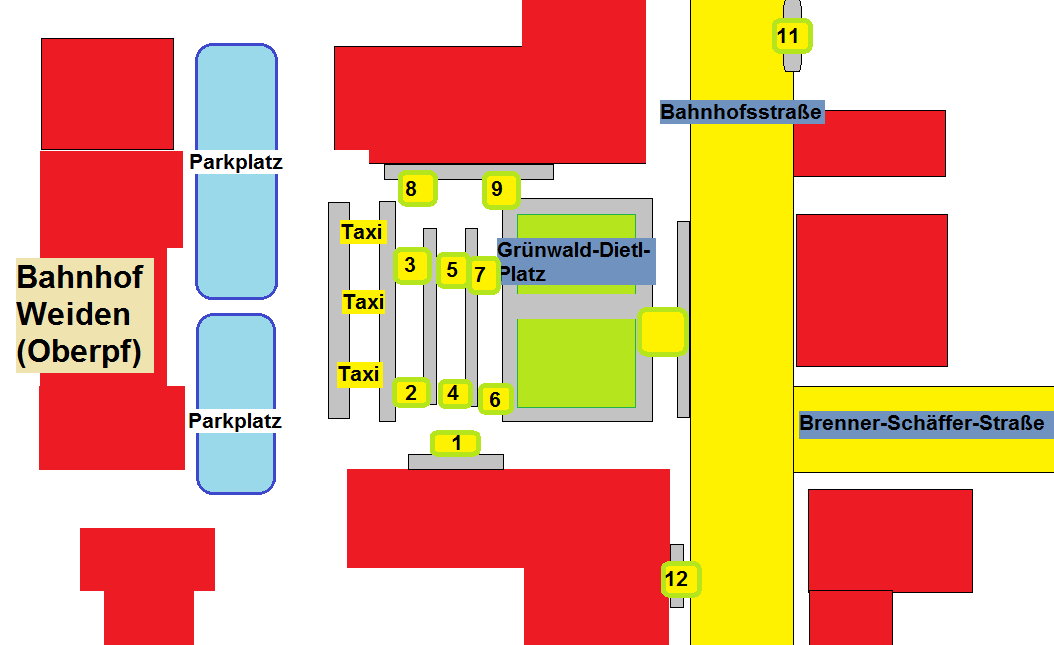
Bahnhofsvorplatz

Ab dem Bahnhofsvorplatz (Grünwald-Dietl-Platz) verkehren sowohl Stadtbuslinien (Linie 1) als auch Buslinien, die die Stadtgrenzen verlassen. Auch im Bus-Fernverkehr ist der Bahnhof mit einem „Flixbus“ angebunden. Zudem gibt es einen Taxistandplatz.

### Buslinien

#### Stadtbus
Lediglich eine von 6 Linien des Stadtbusses hält am Bahnhof. Diese Linie wird „Linie 1“ genannt. Diese verkehrt jedoch zum zentralen Omnibus Bahnhof (ZOB), an welchem auch alle anderen Busse des Stadtbusses halten. Die Linie 1 verbindet den Stadtteil Rothenstadt mit dem Stadtteil Hammerweg. Der Bus hält an der Haltestelle 12 (siehe Plan).

#### Regionalbusse
Im Regionalverkehr halten zahlreiche Busse aus der ganzen Nordoberpfalz am Weidener Bahnhof.
- 2703 nach Tirschenreuth
- 2705 nach Tirschenreuth
- 6295 nach Störnstein und  Wöllershof
- 6291 nach Vohenstrauß und Eslarn
- 6295 nach Friedenfels und Windischeschenbach
- 6278 nach Mantel, Grafenwöhr und Eschenbach
- 6275 nach Schwandorf
- 6272 nach Neustadt und Flossenbürg
- 6277 nach Erbendorf
- 6279 nach Pressath
- 6285 nach Waldthurn

#### Fernverkehr
Im Fernverkehr bietet der „Flixbus“ die Verbindung von München nach Berlin an, bei welcher der Bus manchmal in Weiden hält. Diese Haltestelle befindet sich am Bahnhofsvorplatz in Weiden.

## Eisenbahnstrecken
| Linie                   | Gleis                                 | Strecke | Taktfrequenz     | Betreiber     |
| ----------------------- | ------------------------------------- | --- | ---------------- | ------------- |

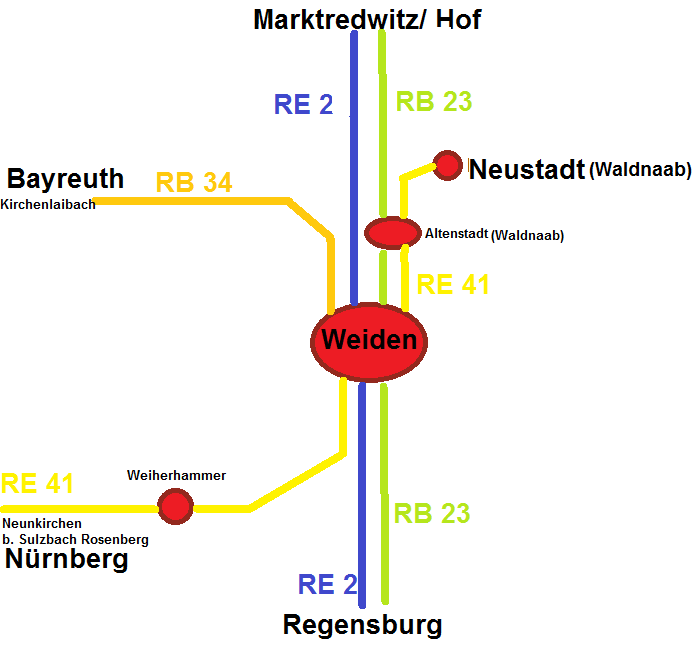
Eisenbahnstrecken Personenverkehr

| RB 23                   | 1 (nach Norden) 2 oder 4 (nach Süden) | Von Marktredwitz nach Weiden. Weiter über Schwandorf nach Regensburg                                          | 60-Minuten-Takt  | Oberpfalzbahn |
| RE 41                   | 1 (nach Neustadt) 4 (nach Nürnberg)   | Von Nürnberg über Neukirchen nach Weiden. Anschließend über Altenstadt nach Neustadt                          | 60-Minuten-Takt  | DB Regio      |
| RE 2                    | 1 (nach Norden) 2 oder 4 (nach Süden) | Von Hof über Marktredwitz nach Weiden. Weiter über Schwandorf, Regensburg, Landshut nach München Hauptbahnhof | 120-Minuten-Takt | DB Regio      |
| RB 34                   | 3 oder 5                              | Von Weidenberg über Bayreuth und Kirchenlaibach nach Weiden                                                   | 60-Minuten-Takt  | Agilis        |
| Stand: 2. November 2022 |                                       | |                  |               |

Der Bahnhof der Stadt Weiden ist ein Eisenbahnknoten für Züge im Personenverkehr. Demnach führen auch einige Eisenbahnstrecken zum Bahnhof Weiden (Oberpf). Obwohl bereits seit einigen Jahren eine Elektrifizierung geplant ist und diese als „vordringlicher Bedarf“ eingestuft wurde, ist im Bahnhof Weiden immer noch keine einzige Bahnstrecke elektrifiziert. Die Bahnstrecken Regensburg–Weiden und Weiden–Oberkotzau sind durchgehend zweigleisig. Die Bahnstrecken Neunkirchen–Weiden, der noch vorhandene Teil von Neustadt–Eslarn und die Bahnstrecke Weiden–Neuenmarkt-Wirsberg sind dagegen meist nur eingleisig.
| Strecke                                | Streckennummer | Kursbuchstrecke | Streckenklasse | Minimaler Radius | Höchstgeschwindigkeit               | Anzahl Gleise |
| -------------------------------------- | -------------- | --------------- | -------------- | ---------------- | ----------------------------------- | ------------- |
| Bahnstrecke Regensburg–Weiden          | 5860           | 855             | D4             | 190 m            | 160 km/h                            | 2             |
| Bahnstrecke Weiden–Oberkotzau          | 5050           | 855             | D4             | _                | 160 km/h                            | 2             |
| Bahnstrecke Neustadt (Waldnaab)–Eslarn | 5054           | 858, 870        | (Nebenbahn)    | ?                | ?                                   | 1             |
| Bahnstrecke Weiden–Bayreuth            | 5051           | 867             | (Hauptbahn)    | ?                | 120 km/h                            | 1             |
| Bahnstrecke Neukirchen–Weiden          | 5060           | 870             | D4             | 600 m            | 120 km/h, mit Neigetechnik 160 km/h | 1             |

## Bahnsteige

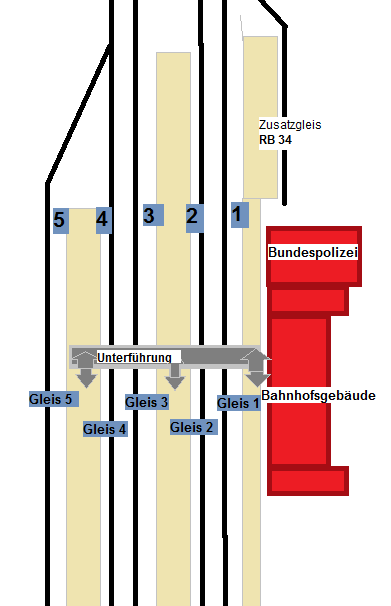
Bahnsteige

Der Bahnhof Weiden hat 5 Bahnsteiggleise mit einer Bahnsteighöhe von 38 cm. Der Bahnsteig 1 liegt direkt am Bahnhofsgebäude, die Bahnsteige 2–5 liegen an zwei Mittelbahnsteigen, auf deren Seiten sich je ein Gleis befindet.
- Der Bahnsteig am Gleis 1 hat eine Länge von 352 Metern. Er liegt am Empfangsgebäude und ist barrierefrei ohne Stufen zu erreichen.
- Die Gleise 2 und 3 am Mittelbahnsteig haben eine Länge von 352 Metern, sie sind vom Empfangsgebäude aus durch einen Bahnsteigtunnel zu erreichen.
- Die Gleise 4 und 5 am Mittelbahnsteig haben eine Länge von 214 Metern und sind ebenfalls durch den Bahnsteigtunnel erreichbar.[5]

| Gleisnummer              | Linien            | Richtung | Barrierefreiheit      | Länge          |
| ------------------------ | ----------------- | --- | --------------------- | -------------- |
| 1                        | RB 23 RE 41, RE 2 | RE 41: nach Neustadt (Waldnaab) RE 2: Nach Marktredwitz und Hof, RB 23: Nach Marktredwitz und Hof                                                   | Ja                    | etwa 330 Meter |
| 2                        | RB 23 RE 2        | Nach Schwandorf, Regensburg Hbf und (nur RE 2) weiter über Landshut nach München Hbf                                                                | Nein, Bahnsteigtunnel | etwa 350 Meter |
| 3                        | RB 34             | Nach Kirchenlaibach, Bayreuth und Weidenberg | Nein, Bahnsteigtunnel | etwa 350 Meter |
| 4                        | RB 23 RE 2, RE 41 | RE 41: Über Vilseck und Neunkirchen nach Nürnberg Südrichtung: Nach Schwandorf, Regensburg Hbf und (nur RE 2) weiter über Landshut nach München Hbf | Nein, Bahnsteigtunnel | etwa 210 Meter |

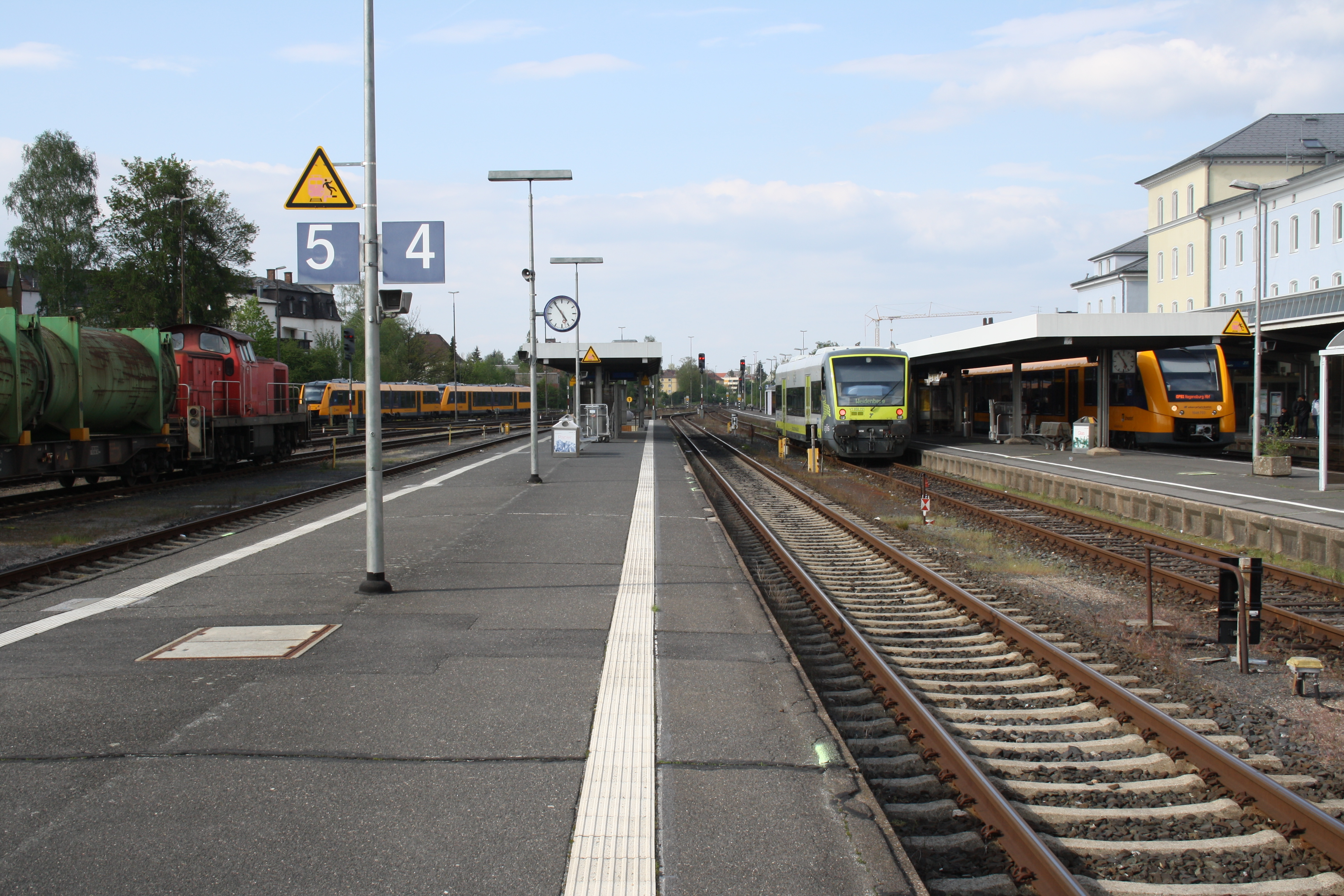
Dieseltriebwagen an den Bahnsteigen, links ein Müllzug

| 5                        | RB 34             | Nach Kirchenlaibach, Bayreuth und Weidenberg | Nein, Bahnsteigtunnel | etwa 210 Meter |
| Stand: 30. Dezember 2023 |                   | |                       |                |

## Bahnbetriebswerk
Westlich an den Bahnhof schließt das ehemalige Bahnbetriebswerk Weiden an. Mehrere Bauwerke der Ringlokschuppen sind bereits verfallen, ein Teil der Gleise sind teils abgebaut oder zugewachsen. Es war das letzte Betriebswerk Bayerns, in dem Dampflokomotiven beheimatet waren. Die Anlagen sind verfallen und die Dächer sind teilweise schon eingestürzt. Das Bahnbetriebswerk in Weiden (Oberpfalz) gehört zu den frühen bayerischen Werken. Im Oktober 1863 von der 'Königlich privilegierten Actiengesellschaft der bayerischen Ostbahnen' eröffnet. Die Zugförderung wurde hier 102 Jahre mit Dampfloks durchgeführt. Das Bahnbetriebswerk hatte zwei Rundschuppen mit den dazugehörigen Drehscheiben. Vor dem 1984 abgetragenen 20-ständigen Rundhaus konnten Maschinen mit einem Achsstand von bis zu 23 m gedreht werden. Die Hauptaufgaben des Betriebswerks Weiden waren die Bespannung der Personenzüge auf den von Weiden ausgehenden Haupt- und Nebenbahnen, sowie der Güterzugdienst, wobei der Schwerpunkt der Einsätze in den Jahren nach 1945 zwischen Nürnberg und Weiden und zwischen Hof und Regensburg lag. Pläne für den Abriss der Anlagen gibt es einige, die unter anderem ein neues Gewerbegebiet auf der Fläche vorschlagen.

## Güterbahnhof

### Güterbahnhof
Westlich des Personenbahnhofes liegt der Güterbahnhof. Das Bahnhofsgelände erstreckt sich auf einer Länge von 1,25 Kilometer zwischen der Unterführung der Frauenrichter Straße und der Unterführung der Regensburger Straße / Dr.-Seeling-Straße.

### Müllumladestastion
Am südlichen Ende befindet sich die Müllumladestation. Von hier wird der Müll mit der Bahn nach Schwandorf gefahren.

## Zukunft

### Elektrifizierung der Strecke
Zusammen mit der nördlich anschließenden Strecke nach Marktredwitz soll die Strecke nach Regensburg als Teil des Ostkorridors Süd, der im aktuellen Bundesverkehrswegeplan als Projekt Nr. 16 (ABS Hof – Marktredwitz – Regensburg – Obertraubling) als „Neues Vorhaben“ im Abschnitt „Vordringlicher Bedarf – Priorität Engpassbeseitigung“ aufgeführt ist, elektrifiziert werden.
Der „Ostkorridor Süd“ (TEN-Kernnetzkorridors Skandinavien–Mittelmeer) ist eines von 13 Infrastrukturprojekten des Deutschlandtakts, die laut dem im November 2021 vorgelegten Koalitionsvertrag der rot-grün-gelben Bundesregierung „beschleunigt auf den Weg“ gebracht und „mit hoher politischer Priorität“ umgesetzt werden sollen.

### Barrierefreiheit des Bahnhofs
Die Barrierefreiheit des Bahnhofs ist bereits seit einigen Jahren geplant, konkretere Pläne liegen aber nicht vor. Die Gleise 2–5 sind nur durch Treppen erreichbar. Ein Verwirklichung gleichzeitig mit der Anpassung des Bahnhofs an den Deutschlandtakt ist nun vorgesehen.

### Verlängerung des Bahnsteigtunnels
Eine Verlängerung des Bahnsteigstunnels Richtung Westen zum Stadtteil Lerchenfeld ist seit einigen Jahren in Planung. Dadurch sollte das Weidener Bahnhofsquartier für Fußgänger schneller vom Westen aus erreichbar sein.

### Projekt LandStadtBayern
Für die Umgestaltung des Bahnhofsquatier und des in diesem liegenden Bahnhof hat das Bayrische Staatsministerium für Wohnen, Bau und Verkehr ein Konzept mit Bürgerbeteiligung ausgearbeitet. Dieses sieht vor auf einem 84 Hektar großen Areal Brachflächen zu nutzen und Bebauung nachhaltiger zu gestalten. Die Unterführung sollte den Bahnhof nun nicht nur mit den Gleisen, sondern zusätzlich mit dem Stadtteil Lerchenfeld verbinden. Außerdem würde der Bahnhofsvorplatz umgestaltet werden. Hierfür würden Flächen für Busse wegfallen und durch Grünflächen ersetzt werden.

### Fernverkehr
Mit dem Deutschlandtakt bekommt Weiden in der Oberpfalz wieder Fernverkehr. Derzeit dient der RE2 als Interregio Ersatz. Die neue Linie soll von München nach Dresden verlaufen. Während damit die Fahrzeit nach München fast gleich bleibt, nimmt die Fahrzeit nach Dresden dank der Direktverbindung deutlich ab.